# مختارات إيرانية (مجلة)
مختارات إيرانية هي دورية شهرية تصدر باللغة العربية منذ أغسطس 2000، عن مركز الأهرام للدراسات السياسية والإستراتيجية وهي من أوائل الإصدارات الثقافية العربية التي تسعى لتقديم معرفة علمية عن المجتمع والدولة في إيران[بحاجة لمصدر].
رئيس تحريرها محمد عباس ناجي
وتضم مجلة مختارات إيرانية أربعة أقسام أساسية، الأول خاص بالتفاعلات الداخلية في إيران على الأصعدة المختلفة سياسيا وأمنيا وثقافيا واجتماعيا واقتصاديا، أما القسم الثاني فيختص بالعلاقات الإقليمية لإيران وتفاعلات إيران مع الأحداث والقوى الإقليمية خاصة في الخليج والعالم العربي ومجمل دول الشرق الأوسط، وكذلك دول بحر قزوين وآسيا الوسطى وجنوب آسيا.
يهتم القسم الثالث بالعلاقات الدولية لإيران سواء مع القوى الدولية أو المنظمات الدولية. أما القسم الرابع فيحمل عنوان رؤى عربية ويهتم بتقديم رؤى وتحليلات ووجهات نظر عربية في أحداث وتطورات وكذلك تعليقات على أفكار ورؤى إيرانية.

## وصلات خارجية
- مختارات إيرانية الموقع الرسمي